# أبو محمد الفرقان
وائل عادل حسن سلمان الفياض، الملقب بـ أبي محمد الفرقان ويعرف أيضًا باسم «الدكتور وائل»، هو عراقي معروف بكونه قيادياً بارزاً في داعش، وكان أميراً لديوان الإعلام المركزي في التنظيم، وكان على رأس مجلس شورى التنظيم.

## تاريخه
لا يُعرف سوى القليل عن تفاصيل سيرته الذاتية والتي منها أنه طبيب أطفال، ولكنه كان أحد قادة الجيل الأول القلائل المتبقين في تنظيم الدولة الإسلامية والذين كانوا أيضًا أعضاءً في التجسيدات المبكرة للتنظيم. من المعروف أنه قاد القسم الإعلامي لمعظم وقته في التنظيم. كان له دور فعال في إنشاء منتجات إعلامية للتنظيم سيئة السمعة الآن مثل مجلة دابق ووكالة أعماق للأنباء. حصل على اسمه «الفرقان» من تأسيسه لمؤسسة الفرقان الإعلامية، الإعلام المركزي الذي ينشر أهم إصدارات التنظيم، مثل رسائل قادته.

## وفاته
قُتل في 7 سبتمبر 2016 في الرقة بسوريا في غارة جوية أبلغ عنها البنتاغون الأمريكي في 16 سبتمبر. وفقًا للسكرتير الصحفي للبنتاغون، بيتر كوك، فقد كان «أحد كبار قادة» تنظيم الدولة الإسلامية و «واحدًا من القادة القلائل الذين لديهم اتصال مباشر» بزعيم داعش أبو بكر البغدادي. وأكد تنظيم الدولة الإسلامية في وقت لاحق وفاته.